# Michal Kaňka
Michal Kaňka (* 23. května 1960, Praha) je český violoncellista z významného rodu Kaňků.

## Životopis

### Studium
Narodil se v hudební rodině, v níž byl jeho otec Jiří Kaňka byl houslistou a působil přes padesát let v orchestru Smetanova divadla (nyní Státní opera Praha), s bratry Liborem, houslistou, a Alešem, klavíristou, již v mládí vytvořili klavírní trio.
Hru na violoncello vystudoval na Pražské konzervatoři u profesorů Mirko Škampy, Viktora Moučky a následně na HAMU u Josefa Chuchra, kterou ukončil v roce 1984. Krátkodobě studoval také v USA u Paula Torteliera a Andrého Navarry.
Během studií se zúčastnil 32 národních i mezinárodních soutěží. K nejvýznamnějším úspěchům patří laureátský titul v Mezinárodní soutěži Petra Iljiče Čajkovského v Moskvě 1982, 1. cena na mezinárodní soutěži Pražské jaro v roce 1983 a vítězství v mezinárodní soutěži ARD v Mnichově v roce 1986.  

### Umělecké působení
Od studií spolupracoval a vystupoval s mnoha českými orchestry – Českou filharmonií, Symfonickým orchestrem hl. města Prahy FOK, Symfonickým orchestrem Českého rozhlasu, Státní filharmonií Brno, Pražským komorním orchestrem aj.
Je spoluzakladatelem a deset let (1976–1986) hrál jako člen Havlákova kvarteta (později Kvarteto Martinů) se kterým získal několik cen v mezinárodních soutěžích (Firenze, Mnichov, Praha, Evian, Portsmouth). Poté přestoupil do Pražákova kvarteta, kde působil až do konce roku 2021. Soubor vystupuje často v zahraničí a absolvuje ročně okolo 80 koncertů. Soubor natočil několik desítek CD se stěžejními opusy kvartetní literatury.
V období 1995–2005 byl stálým sólistou Státní filharmonie Brno.
Od roku 2003 působil deset let jako stálý sólista Symfonického orchestru Českého rozhlasu.
Od dubna 2017 je členem Wihanova kvarteta.
Ve své dosavadní umělecké kariéře spolupracoval rovněž s mnoha zahraničními soubory a vystupoval sólově v  mnoha státech Evropy, v USA a Kanadě, Japonsku, Číně a několika státech Jižní Ameriky. Do roku 2021 absolvoval na 4 000 sólových a komorních koncertů.

#### Nástroj
Hraje na nástroj vytvořený v roce 2006 francouzským mistrem houslařem Christianem Bayonem a užívá francouzský smyčec od Nikol Descloux z roku 2000.

### Pedagogická činnost
Od října 2011 působí jako pedagog sólového violoncella na katedře strunných nástrojů Hudební a taneční fakulty Akademie múzických umění v Praze. V roce 2019 byl jmenován docentem pro obor Hudební umění se zaměřením na violoncello.
V letech 2013 až 2020 působil jako pedagog na Pražské konzervatoři.

### Další působení
V září 2014 byl jmenován předsedou Stálé soutěžní komise Pražského jara.
Od října 2016 působí ve Správní radě Nadace Bohuslava Martinů.
V roce 2018 byl nominován do Umělecké rady Mezinárodního hudebního festivalu Pražské Jaro.
Pravidelně bývá zván jako člen nebo předseda komisí různých hudebních soutěží a festivalů v České republice i v zahraničí.

## Rodina
S manželkou Pavlínou Kaňkovou mají dvě dcery: Lucii (* 1991), která je sopranistkou, a Veroniku (* 1994).

## Ocenění (výběr)
- 1982 laureát Mezinárodní soutěže Petra Iljiče Čajkovského v Moskvě
- 1983 1. cena na mezinárodní soutěži Pražské jaro
- 1986 vítězství v mezinárodní soutěži ARD v Mnichově
- 2008 Cena "CHOC du Mois" francouzského časopisu Le Monde de la Musique za live nahrávku hudby Haydna, Martinů, Felda a Beethovena s Pražákovým kvartetem
- 2009 Cena "CHOC du Mois" francouzského časopisu Le Monde de la Musique za nahrávku hudby M. Weinberga

## Diskografie
Pravidelně nahrává pro Český rozhlas a zahraniční rozhlasové stanice v Evropě. Od roku 1993 do roku 2018 nahrával výhradně pro francouzskou firmu Praga digitals/Harmonia mundi, u které mu již vyšlo přes 30 sólových CD a přes 50 kvartetních.
Nahrává nejen skladby ze svého repertoáru, ale i mnoho dalších děl, která nastudoval pouze pro natáčení (např. sonáty A. Rubinsteina, A. Borodina nebo L. Boëlmanna). 
Výběr z nahrávek
- 1994 Antonio Vivaldi – violoncellové koncerty
- 2000 Zoltan Kodaly – cellové skladby
- 2001 Bohuslav Martinů – drobné skladby pro violoncello a klavír
- 2001 Luigi Boccherini – 7 sonát, 2x CD
- 2001 Josef Mysliveček – 6 sonát (světová premiéra), CD
- 2002 Ludvig van Beethoven – sonáty pro cello a klavír, CD
- 2002 Franz Schubert – Arpeggione sonáta, CD
- 2004 Joseph Haydn – violoncellové koncerty
- 2005 Johannes Brahms – sonáty pro cello a klavír CD
- 2001/2007 Rachmaninov/Miaskovsky – sonáty pro violoncello a klavír
- 2010 M. Weinberg – Sonáty pro cello, op. 21, 63, 72, CD
- 2010 S. Šostakovič – Sonáty pro cello, op. 40
- 2012 A. Čerepin – komplet skladeb pro cello a klavír
- 2012 Antonín Kraft, Antonín Vranický, Carl Stamitz – Cello Concertos, CD (M. Kaňka společně s Pražským komorním orchestrem) (vydal Supraphon) [8]
- 2015 Cello Mosaic – CD (vydala jap.firma Nami Records)
- 2021 J. Brahms – dvojkoncert a moll a W. A. Mozart – Sinfonia concertante (vydala anglická firma Nimbus)

## Publikační činnost
- 2017 Vzpomínka na génia 20. století – rozsáhlý článek v časopisu Harmonie k devadesátému výročí narození a zároveň desátému výročí úmrtí violoncellisty Mstislava Rostropoviče (zahrnuje i vzpomínku na první osobní setkání v roce 1986)

## Galerie

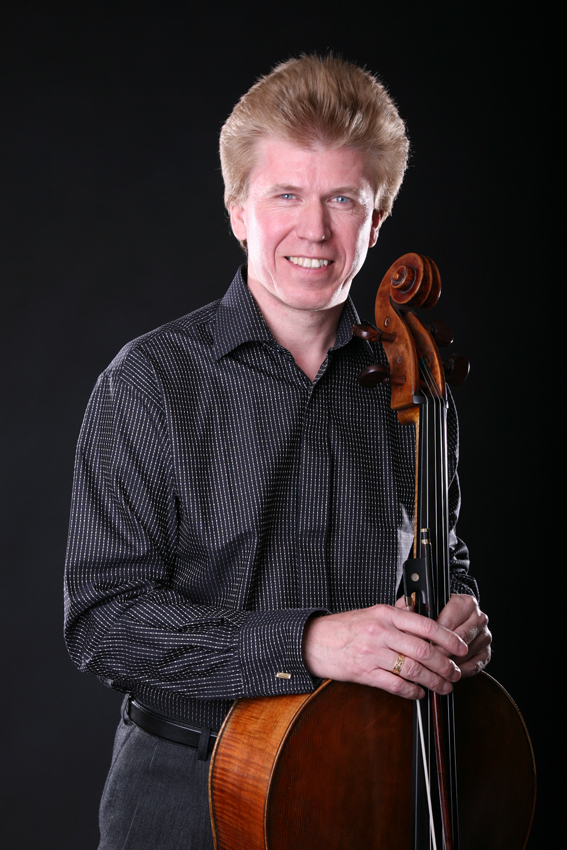
Michal Kaňka, člen Pražákova kvarteta (2010)
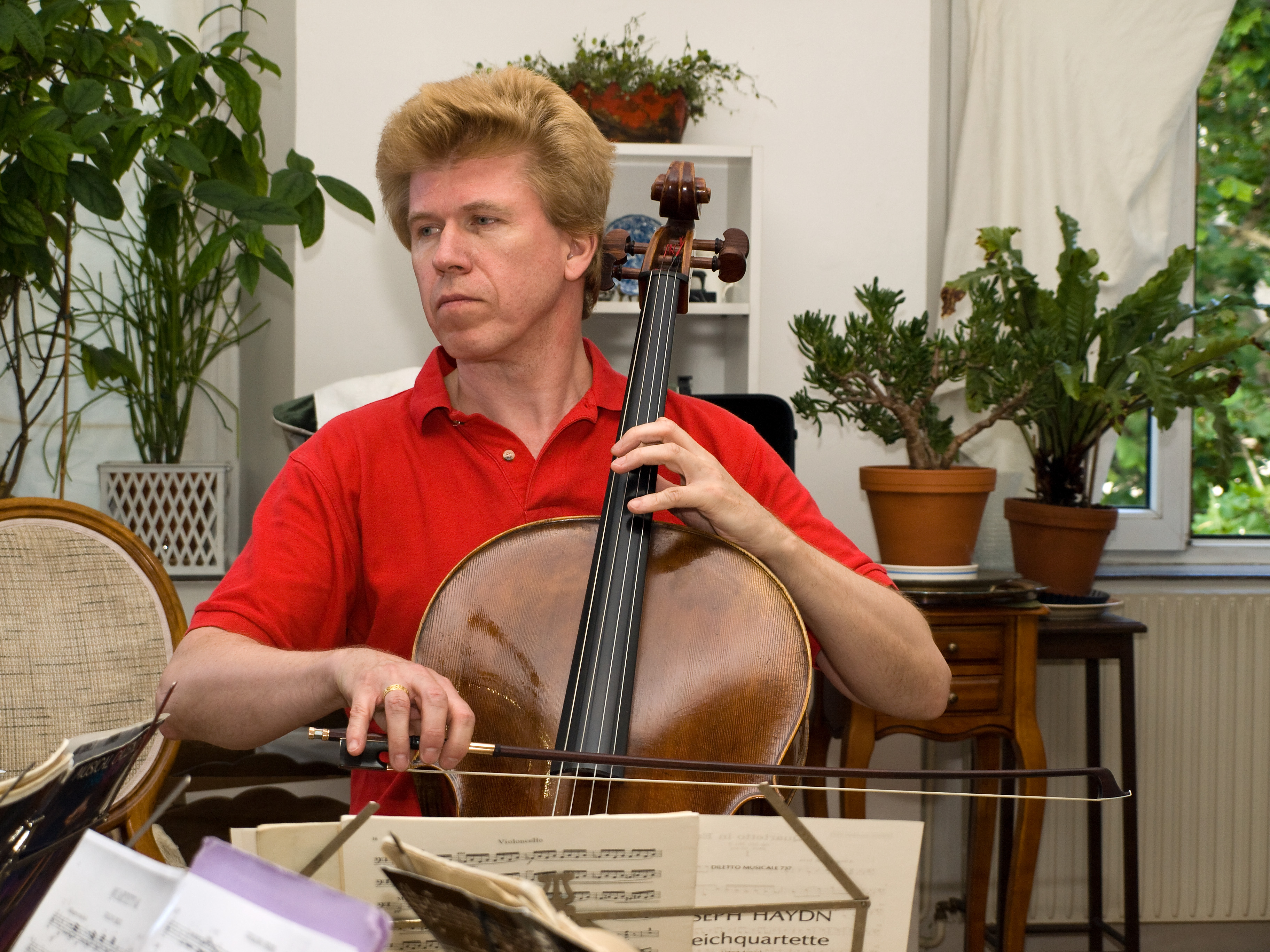
Během soukromé zkoušky Pražákova kvarteta
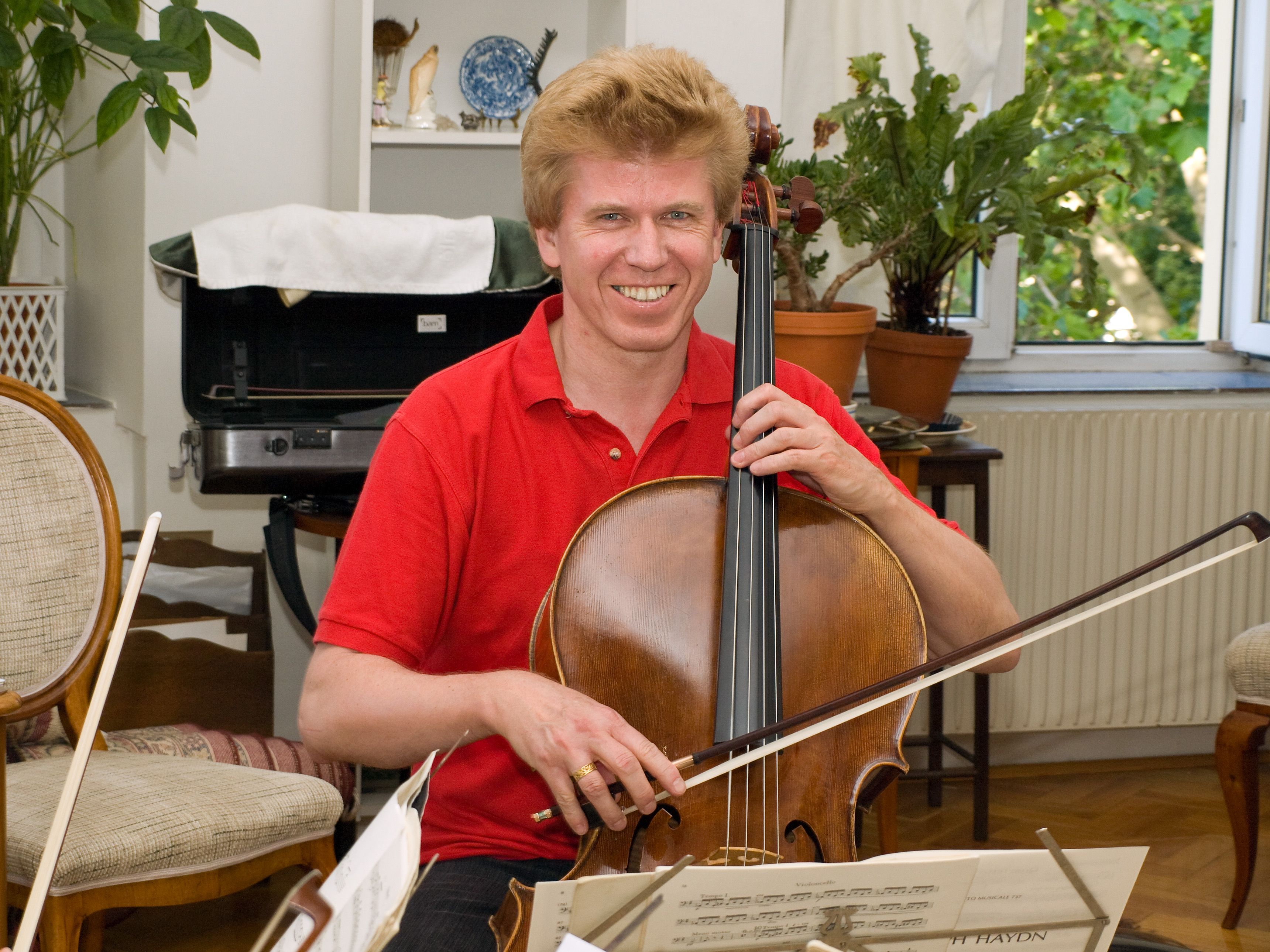
Během soukromé zkoušky Pražákova kvarteta (červen 2011)